# Pocsaj
Pocsaj (románul: Pocei) nagyközség Hajdú-Bihar vármegyében, a Derecskei járásban.

## Fekvése
A vármegye keleti részén fekszik, a Berettyó és az Ér folyó találkozásánál, a megyeszékhely Debrecentől 32 kilométerre délkeletre, közvetlenül a román határ mellett.
A szomszédos települések a határ magyar oldalán: észak felől Létavértes, dél felől Kismarja, nyugat felől Esztár. északnyugat felől Hosszúpályi, észak-északnyugat felől pedig Monostorpályi. Határszéle keleten jó 4 kilométer hosszban egybeesik a magyar-román államhatárral, a legközelebbi település abban az irányban Félegyházi Újtelep (Mihai Bravu).

### Megközelítése
Közúton Debrecen, illetve Biharkeresztes felől a két várost összekötő 4808-as, Berettyóújfalu felől a 4812-es úton érhető el; Vámospérccsel és Létavértessel a 4807-es út köti össze. Határszélét északon érinti még a 4811-es út is.
A hazai vasútvonalak közül a települést a Debrecen–Nagykereki-vasútvonal érinti, melynek egy, Esztárral közös megállási pontja van itt. Pocsaj-Esztár vasútállomás a két névadó község határvonalán helyezkedik el, a 4812-es út vasúti keresztezésétől északra, közúti elérését az abból kiágazó 48 313-as számú mellékút teszi lehetővé.

## Története
Pocsaj az álmosdi Chyre család pocsaji ágának ősi fészke volt.
1415-ben Pocsaji Péter és László, valamint Álmosdi János és László birtoka; utóbbi
Zsigmond király engedélyével kastélyt is építtetett a településen.
Az 1514-es parasztháborúban Pocsaji Lászlót is megölték. Birtokai nagy részét Bajoni János és Benedek, a többi birtokrészt pedig Tahy Ferenc, Dobó István erdélyi vajda, majd szécsényi Németh Ferenc kapta, de 1552-ben már Korlatovics Péter és a váradi püspök birtoka volt a település, később pedig a Rákócziaké lett.
A 16-17. században az Erdélyi Fejedelemséghez és a Török Birodalomhoz tartozó vegyes lakosságú faluként ismerték, ahol a református magyarság mellett már sok ortodox román is élt. 1743-ban az ortodox románok áttértek a görögkatolikus vallásra.
1732-ben ismét a váradi püspöké és gróf Ditischeiné volt.
1755-ben már a görögkatolikus hitű románság alkotta a lakosság többségét.
A 19. század elején gróf Steinberg Ádám és gróf Zichy Ferenc birtokolta,
a 20. század elején pedig gróf Zichy Ágoston és a nagyváradi római katolikus egyházmegye volt a legnagyobb birtokos a településen.
A 20. században Trianon után bezárták a faluban a kisebbségi iskolát, s ezt követően a pocsaji románság teljesen asszimilálódott. Ma már csak a görögkatolikus templom, egyes családnevek és helyi hagyományok emlékeztetnek a román eredetre.

### Pocsaj várai
A községben az Ér és a Berettyó folyó között valamikor egy földvár
emelkedett, amelynek helyére később újabb vár épült. Valamikor e vár területén a község melletti hídnál egy nagy emeletes vámház is állt. 1750-ben házépítés alkalmával az omladékok közül egy kőtábla került elő, melybe Lorántffy Zsuzsanna neve volt belevésve. Ez az épület lehetett az elővára II. Rákóczi György várának, melyet 1641-ben építtetett a régi földvár helyébe. 1653-ban itt tartotta lakodalmát Apafi Mihály, a későbbi fejedelem Bornemisza Annával. 1660-ban Szejdi basa a várat bevette és leromboltatta, de 1661-ben, egy évvel később Szinán váradi basa ismét felépíttette.
Pocsajnak e váron kívül még 3 kisebb váracskája is volt: a Leányvár, a Hosszúzugi vár és a Hídközi vár, amelyeknek mára már nyoma veszett.
A Leányvár elnevezéshez a hagyomány érdekes magyarázatot fűz, amely szerint Marót fejedelem ezt a várat adta Hanza leányával menyasszonyi ajándékul Árpád fiának, Zoltának.

### Harcok, hadmozdulatok a község környékén 1849-ig
- 1598-ban a törökök elpusztították a községet.
- 1604-ben a Bocskai István ellen támadó csapatoktól szenvedett sokat a település.
- 1690-ben I. Lipót fővezére, Lajos badeni őrgróf is átvonult seregével a településen.
- 1706-ban az erdélyi császári haderőt irányító Rabutin lovassági tábornok hadai táboroztak itt.
- II. Rákóczi Ferenc birtoklása után a kincstár tulajdonába került.
- 1849. augusztus 3-án Görgey csapatai, majd másnap az orosz csapatok vonultak át a községen.

## Közélete

### Polgármesterei
| Időszak   | Polgármester    | Párt        |
| --------- | --------------- | ----------- |
| 1990–1994 | Nagy László     | független   |
| 1994–1998 | Gyarmati Attila | független   |
| 1998–2002 | Gyarmati Attila | független   |
| 2002–2006 | Kecskés Gyula   | Fidesz      |
| 2006–2010 | Kecskés Gyula   | Fidesz      |
| 2010–2014 | Kecskés Gyula   | Fidesz-KDNP |
| 2014–2019 | Kecskés Gyula   | Fidesz-KDNP |
| 2019–2024 | Szőllősi Roland | Fidesz-KDNP |
| 2024–     | Szőllősi Roland | Fidesz-KDNP |

## Népesség
A település népességének változása:
| Lakosok száma | 2668 | 2666 | 2642 | 2537 | 2545 | 2501 | 2525 |
|               | 2013 | 2014 | 2015 | 2021 | 2022 | 2023 | 2024 |

2001-ben a település lakosságának 84%-a magyar, 14%-a cigány és 2%-a román nemzetiségűnek vallotta magát.
A 2011-es népszámlálás során a lakosok 93,6%-a magyarnak, 22% cigánynak, 0,3% németnek, 4,8% románnak mondta magát (6,3% nem nyilatkozott; a kettős identitások miatt a végösszeg nagyobb lehet 100%-nál). A vallási megoszlás a következő volt: római katolikus 3,2%, református 53,1%, görögkatolikus 23,2%, felekezeten kívüli 8,4% (10,7% nem válaszolt).
2022-ben a lakosság 94%-a vallotta magát magyarnak, 34,2% cigánynak, 4,3% románnak, 0,3% ukránnak, 0,2% németnek, 0,9% egyéb, nem hazai nemzetiségűnek (5,9% nem nyilatkozott; a kettős identitások miatt a végösszeg nagyobb lehet 100%-nál). Vallásuk szerint 44,6% volt református, 2,8% római katolikus, 14,5% görög katolikus, 0,7% egyéb keresztény, 0,3% egyéb katolikus, 0,2% ortodox, 16,2% felekezeten kívüli (20,6% nem válaszolt).

## Nevezetességei
- A copf stílusú görögkatolikus templomot a pocsaji román hívek emelték 1743-ban. 2014-ben felújították.
- A klasszicista stílusú református templom 1809 -ben épült.
- Az Ér folyó egykori mederszakasza Hajdú-Bihar megye védett természeti értéke.
- A Lányvár feltehetően lakó- és haditelepülés volt, i. e. 1000 körül épült.
- A Földvár népvándorlás kori, négyszögletes alakú földvár, várárka jelenleg is látható. Egyes feltételezések szerint a Lányvár elővára volt.

## Híres pocsajiak
- Magyari András (1918–2005) magyar agrármérnök, politikus, egyetemi tanár
- B. Nagy János (1940–2007), operaénekes